# Phil Housley
Phillip Francis „Phil“ Housley (* 9. März 1964 in South St. Paul, Minnesota) ist ein ehemaliger US-amerikanischer Eishockeyspieler und derzeitiger -trainer, der im Verlauf seiner aktiven Karriere zwischen 1982 und 2003 unter anderem 1580 Spiele für die Buffalo Sabres, Winnipeg Jets, St. Louis Blues, Calgary Flames, New Jersey Devils, Washington Capitals, Chicago Blackhawks und Toronto Maple Leafs in der National Hockey League auf der Position des Verteidigers bestritten hat. Im Jahr 2015 wurde er mit der Aufnahme in die Hockey Hall of Fame geehrt. Von Juni 2017 bis April 2019 fungierte er als Cheftrainer der Buffalo Sabres und war zuletzt von Juni 2023 bis April 2025 als Assistenztrainer bei den New York Rangers tätig.

## Karriere
Phil Housley spielte für die South St. Paul High School und die St. Paul Vulcans in der USHL, ehe er im NHL Entry Draft 1982 von den Buffalo Sabres in der ersten Runde an sechster Stelle ausgewählt wurde. Er wechselte daraufhin sofort in die National Hockey League, wo er gleich in seiner ersten Saison seine Fähigkeiten als offensivstarker Verteidiger unter Beweis stellte, da er in 77 Spielen 67 Punkte erreichte und dafür ins NHL All-Rookie Team gewählt wurde. Bis 1990 spielte er für die Buffalo Sabres und lag bei seiner Punkteausbeute nie unter 62 Punkten. Im Sommer 1990 wurde er zu den Winnipeg Jets transferiert, wo er noch häufiger punktete als in Buffalo. In der Saison 1992/93 erreichte er mit 97 Punkten, den höchsten Wert seiner Karriere.
In den folgenden Jahren war er oft Teil von Transfergeschäften. 1993 wurde er zu den St. Louis Blues transferiert, wo er aber nur ein Jahr spielte. Bereits im Sommer 1994 wurde er weitergegeben zu den Calgary Flames, die ihn eineinhalb Jahre behielten, aber im Februar 1996 gemeinsam mit Dan Keczmer im Tausch für Tommy Albelin, Cale Hulse und Jocelyn Lemieux weiter zu den New Jersey Devils transferierten. Im Sommer 1996 war er ohne Vertrag und schloss sich den Washington Capitals an. In Washington ließen seine Qualitäten als Scorer langsam nach, trotzdem verlief die Zeit relativ positiv für ihn und das Team. In der Saison 1997/98 konnten die Capitals das Stanley-Cup-Finale erreichen, unterlagen aber den Detroit Red Wings deutlich. Nach der Saison wollten ihn jedoch die Capitals abgeben und fanden bei Calgary Flames, für die er ja schon gespielt hatte, einen Abnehmer.
In seinen ersten beiden Jahren fand er noch einmal zu alter Stärke zurück, holte 54 und 55 Punkte in den beiden Spielzeiten, konnte aber in der Saison 2000/01 nicht mehr daran anknüpfen, sodass er schließlich das Team verließ und zu den Chicago Blackhawks wechselte. Dort empfahl er sich für das US-Team, das die Silbermedaille bei den Olympischen Winterspielen 2002 gewinnen konnte. Im Februar 2003 transferierten ihn die Blackhawks zu den Toronto Maple Leafs, für die er noch einmal während der Regulären Saison und drei Mal in den Playoffs zum Einsatz kam. Im Sommer 2003 beendete er schließlich seine Karriere.
Phil Housley gilt als einer der besten US-amerikanische Eishockeyverteidiger aller Zeiten, zusammen mit Chris Chelios und Brian Leetch. Trotzdem gewann er nie die James Norris Memorial Trophy für den besten Verteidiger einer NHL-Saison, da er das Pech hatte zur selben Zeit seine besten Eishockeyjahre zu haben, wie Ray Bourque, Paul Coffey, Brian Leetch oder Chris Chelios, die zusammen die James Norris Memorial Trophy von 1985 bis 1997 gewannen. Er gilt deshalb als einer der am meisten unterbewerteten Verteidiger der Eishockeygeschichte, da er in vielen Saisons der beste Scorer unter den Verteidigern war. Hinzu kommt, dass er nie den Stanley Cup gewinnen konnte. Mit seinen insgesamt 1580 absolvierten Spielen war er gut 15 Jahre lang der Spieler mit den meisten absolvierten Spielen, ohne den Stanley Cup gewonnen zu haben. Mit dem Rücktritt von Shane Doan am 30. August 2017 übernahm dieser mit insgesamt 1595 absolvierten Spielen diese Marke.
Am 21. Januar 2000 übertraf Housley in seinem 1.257. Spiel die Bestmarke von Craig Ludwig, der bis dahin der US-Amerikaner mit den meisten NHL-Spielen war. Housley hatte am Ende seiner Karriere 1.495 Spiele in der NHL bestritten. Im November 2006 wurde diese Bestmarke durch Chris Chelios gebrochen. Mit 1.232 Scorerpunkten war er zudem bester US-amerikanischer Scorer aller Zeiten, ehe Mike Modano am 8. November 2007 einen neuen Rekord aufstellte. Am 7. Februar 2007 wurde Housley im Rahmen eines Heimspiels seines Ex-Teams, den Buffalo Sabres, in die teaminterne Hall of Fame aufgenommen.
2008 wurde ihm die Lester Patrick Trophy für seine Verdienste rund um den Eishockeysport in den Vereinigten Staaten verliehen; darüber hinaus wurde er im Juni 2015 in die Hockey Hall of Fame aufgenommen. Im September 2016 stand er als Co-Trainer des Team USA beim World Cup of Hockey 2016 hinter der Bande, schied mit der Mannschaft allerdings bereits in der Gruppenphase aus. Von 2013 bis 2017 fungierte Housley als Assistenztrainer bei den Nashville Predators, bevor er im Juni 2017 seine erste Cheftrainer-Position in der NHL übernahm und dabei zu den Buffalo Sabres zurückkehrte. An alter Wirkungsstätte war der US-Amerikaner in der Folge zwei Jahre tätig, in denen die Sabres die Playoffs jeweils verpassten, sodass er im April 2019 entlassen wurde. Knapp zwei Monate später wurde er bei den Arizona Coyotes als neuer Assistent von Rick Tocchet angestellt. In Arizona war er anschließend drei Jahre aktiv, ehe man sich einvernehmlich trennte. Im Juni 2023 wurde er anschließend in gleicher Funktion von den New York Rangers verpflichtet. Dort wiederum entließ man ihn nach der Saison 2024/25 gemeinsam mit Cheftrainer Peter Laviolette.

## Erfolge und  Auszeichnungen
| - 1983 NHL All-Rookie Team - 1984 Teilnahme am NHL All-Star Game - 1989 Teilnahme am NHL All-Star Game - 1990 Teilnahme am NHL All-Star Game - 1991 Teilnahme am NHL All-Star Game - 1992 Teilnahme am NHL All-Star Game - 1992 NHL Second All-Star Team | - 1993 Teilnahme am NHL All-Star Game - 2000 Teilnahme am NHL All-Star Game - 2004 Aufnahme in die United States Hockey Hall of Fame - 2008 Lester Patrick Trophy - 2012 Aufnahme in die IIHF Hall of Fame - 2015 Aufnahme in die Hockey Hall of Fame |

### International
- 1996 Goldmedaille beim World Cup of Hockey
- 2002 Silbermedaille bei den Olympischen Winterspielen
- 2013 Goldmedaille bei der U20-Junioren-Weltmeisterschaft (als Trainer)
- 2013 Bronzemedaille bei der Weltmeisterschaft (als Assistenztrainer)

## Karrierestatistik

### International
Vertrat die USA bei:
| - Junioren-Weltmeisterschaft 1982 - Weltmeisterschaft 1982 - Canada Cup 1984 - Weltmeisterschaft 1986 - Canada Cup 1987 - Weltmeisterschaft 1989 | - World Cup of Hockey 1996 - Weltmeisterschaft 2000 - Weltmeisterschaft 2001 - Olympischen Winterspielen 2002 - Weltmeisterschaft 2003 |

(Legende zur Spielerstatistik: Sp oder GP = absolvierte Spiele; T oder G = erzielte Tore; V oder A = erzielte Assists; Pkt oder Pts = erzielte Scorerpunkte; SM oder PIM = erhaltene Strafminuten; +/− = Plus/Minus-Bilanz; PP = erzielte Überzahltore; SH = erzielte Unterzahltore; GW = erzielte Siegtore; 1 Play-downs/Relegation; Kursiv: Statistik nicht vollständig)